# Raphael Sbarge
Raphael Sbarge, född 12 februari 1964 i New York, är en amerikansk skådespelare.
Sbarge har bland annat medverkat i filmerna The Exorcist: Believer och Kärleksbrev. Han har även medverkat i TV-serien Once Upon a Time.

## Filmografi (i urval)
- 1983 – Föräldrafritt
- 1999 – Kärleksbrev
- 2011–2018 – Once Upon a Time (TV-serie)
- 2023 – The Exorcist: Believer
- 2025 – The History of Sound